# Schweppenhäuser/Thomsen

Schweppenhäuser/Thomsen (forkortet SCHWTH) er en dansk elektronisk musikduo, som udgøres af Jakob Schweppenhäuser og Emil Thomsen og er baseret i Aarhus. 
Deres musik rummer både elementer af elektronika og kompositionsmusik. En stor del af deres produktion er knyttet til samarbejdet med digteren Morten Søndergaard, med hvem de har udgivet albummet Hjertets abe sparker sig fri (Geiger Records 2007) samt 30 minutters-værket Superpositionsprincippet (på kompilationen audioPoesi, Geiger Records/X-art 2006). Førstnævnte er bl.a. blevet kaldt "noget af den mest intelligente digital-arkitektur, der er hørt i dette årti" (Arko Højholt, Citadel) og blev belønnet med DR P2's Lyt til Nyt-pris 2008. I 2017 præsenterede Schweppenhäuser/Thomsen & Morten Søndergaard et nyt værk, SPEOS, ved to kvadrofoniske koncerter på hhv. Radar i Aarhus og Jazzhouse i København. 
Både Jakob Schweppenhäuser og Emil Thomsen er samtidig medlemmer af orkesteret Marybell Katastrophy, som Morten Søndergaard har skrevet flere sangtekster til. 